# Cúpula bulbosa

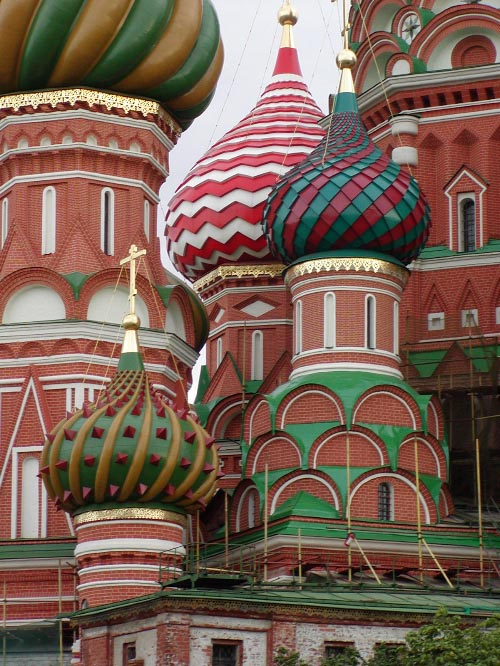
Cúpulas de la Catedral de San Basilio en Moscú, (entre 1555 y 1561).

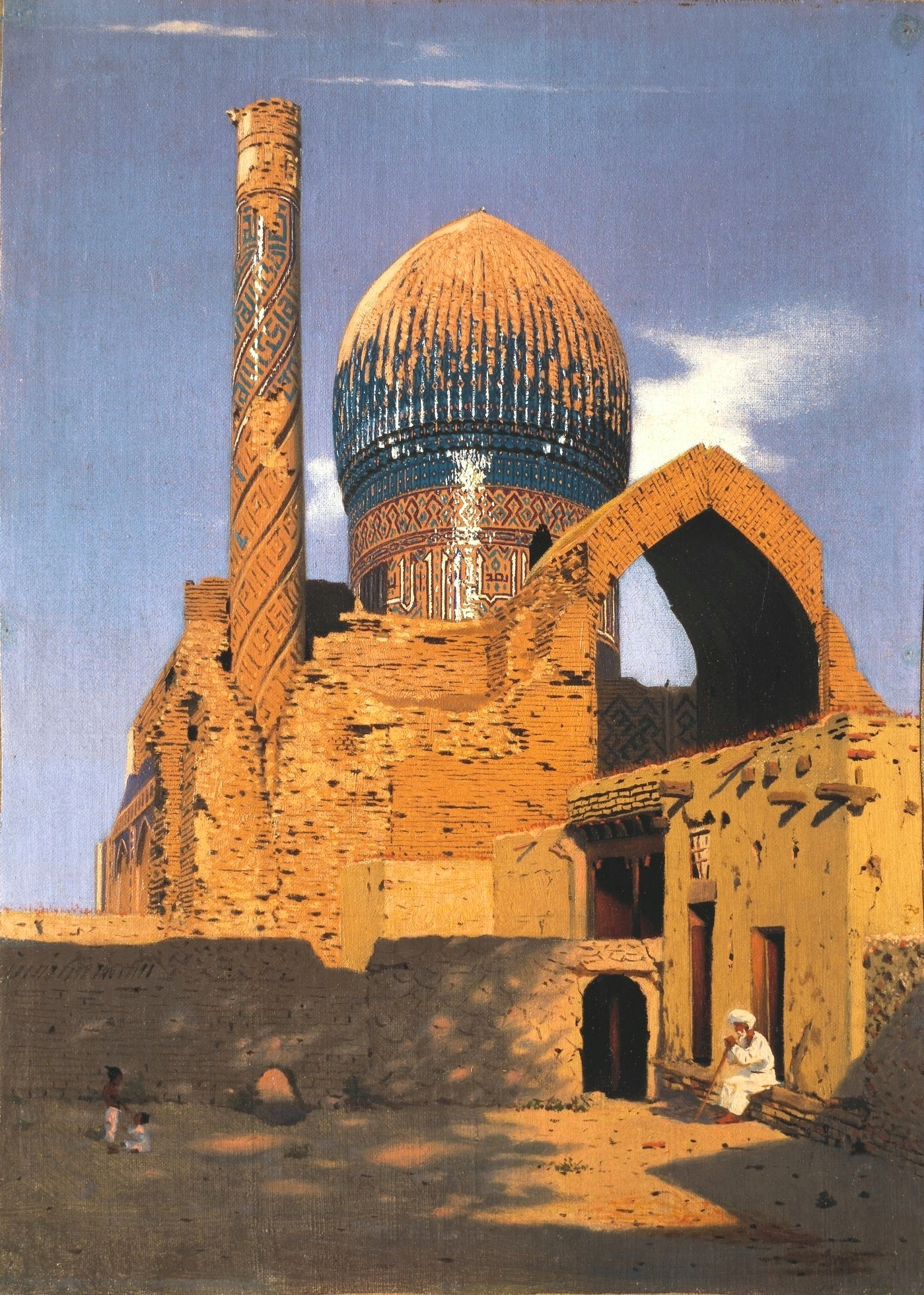
Cúpula del mausoleo de Tamerlán, 1403.

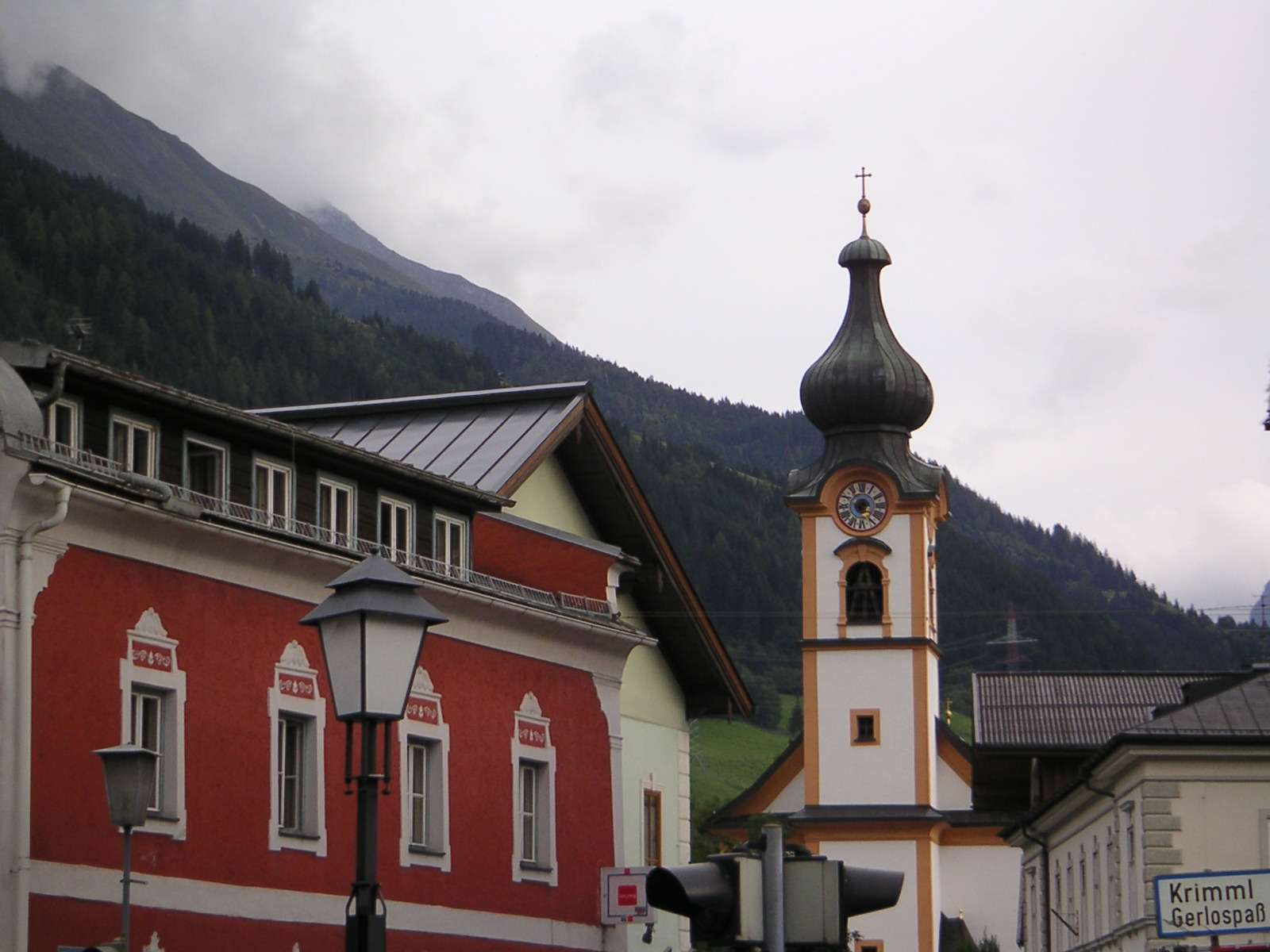
Iglesia de Santo Leonardo en Mittersill, Austria.

Cúpula bulbosa, de bulbo, de cebolla o acebollada es un tipo de cúpula denominada así por su forma de bulbo. Es muy frecuente en la arquitectura islámica y la arquitectura bizantina extendida a la Europa Oriental, especialmente en la arquitectura rusa (en ruso: луковичная глава, lúkovichnaya glavá) y en la arquitectura alemana (en alemán Zwiebeltürme -en plural- o Zwiebelturm -en singular-).
Sin embargo hay que aclarar que el estilo de cúpula de cebolla es un legado de los mongoles a Rusia que estos también a su vez lo copiaron de los persas e hindúes a quienes ellos valoraban culturalmente por las artes sí sabe que Iván el terrible al independizar Rusia de los mongoles destruyó todas las mezquitas y volver a construir las pero con exactitud no era el color original que tienen ahora y tal vez la base de la cúpula los rusos hicieron un poco más estrecha así como se ve en la actualidad
Otros tipos de formas de fantasía de tradición similar son la cúpula de casco, de pera, de capullo o la cúpula gallonada.
Las cúpulas bulbosas tienen un diámetro menor en la línea de imposta, a partir de la cual aumenta con la altura, llegando a un diámetro máximo habitualmente antes de la mitad de su altura, para disminuir suavemente hasta el vértice. La altura de las cúpulas bulbosas suele ser mayor que la anchura.
El trasdós puede estar decorado con diseños geométricos o composiciones de color mediante cubiertas de mosaico, teja vitrificada o metálica, e incluso dorado.
En las iglesias rusas la cúpula suele arrancar de un tambor construido en metal o madera, ornamentado con hoja de hierro, de oro o cerámica vitrificada.

## Difusión
Las edificaciones musulmanas del Asia Central y Persia presentan frecuentemente cúpulas bulbosas desde los últimos siglos de la Edad Media, extendiéndose posteriormente a la India hasta la adopción por la arquitectura mogol
Las iglesias bizantinas y de la Europa oriental no se caracterizaban por las cúpulas bulbosas en el periodo medieval. Sin embargo, a finales del siglo XVI las iglesias rusas contaban habitualmente con cúpulas de bulbo. A partir del siglo XVII se construyeron grandes cúpulas bulbosas en la ciudad de Yaroslavl, que casualmente es famosa por el tamaño de sus cebollas-verduras.
Cúpulas de estilo barroco en la forma de una cebolla (o de otros vegetales o capullos de flor), cubiertas con chapa de cobre, fueron comunes en todo el sur de Alemania, Austria y el noreste de Italia, siendo una de las primeras la iglesia de la Abadía de Santa María Stella en Augsburgo (1576, arquitecto Hans Holl, 1512-1594).

## Simbolismo
Algunas fuentes atribuyen la forma bulbosa de las cúpulas rusas a la imitación de las formas caprichosas de las lujosas tiendas de sus enemigos tártaros. Otras relacionan esa forma con una reminiscencia de la Iglesia del Santo Sepulcro en Jerusalén. La Iglesia ortodoxa rusa no había asignado ningún simbolismo especial a la forma exterior de una iglesia; pero la interpretación espiritual del Príncipe Yevgueni Trubetskói sostenía (hacia 1917) que la forma de cebolla de las cúpulas de la iglesia rusa no se puede explicar racionalmente, sino que simbolizaría las llamas de las velas encendidas.
El hecho de que las cúpulas se construyan a menudo en grupos de tres o cinco, suele interpretarse como una alusión a la Santísima Trinidad (en el caso de tres cúpulas) o a un grupo formado por Jesucristo y los cuatro evangelistas (en el caso de cinco cúpulas). Las cúpulas singulares representarían a Jesús. Vasili Tatíshchev propone como mejor interpretación la del patriarca Nikon, a quien le gustaba comparar la cúpula central (la más alta) consigo mismo y las cuatro cúpulas menores con los otros cuatro otros patriarcas de la Iglesia ortodoxa.
Los colores brillantes y llamativos pueden tener diferentes significados religiosos: el verde, el azul y el oro representarían a la Santísima Trinidad, al Espíritu Santo y a Jesucristo, respectivamente.

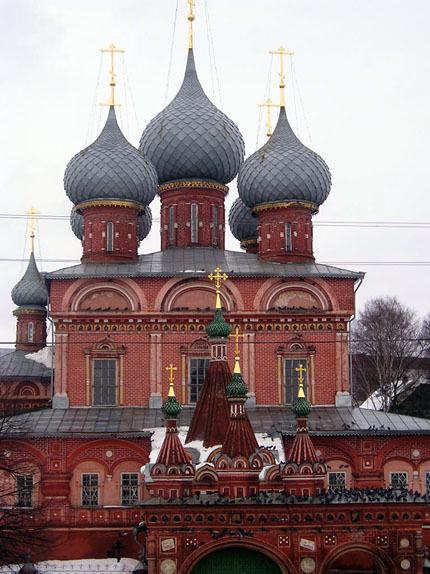
Cúpulas de la Iglesia de la Resurrección, Kostromá (1652).
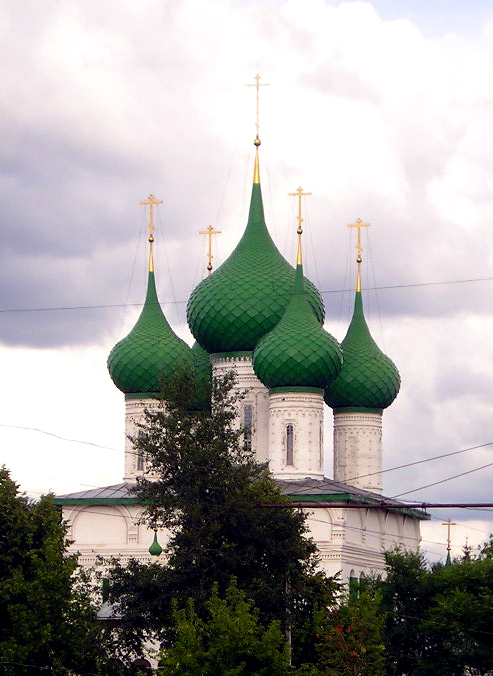
Cúpulas verdes de la Iglesia Fiódorovskaya en Yaroslavl (1687).
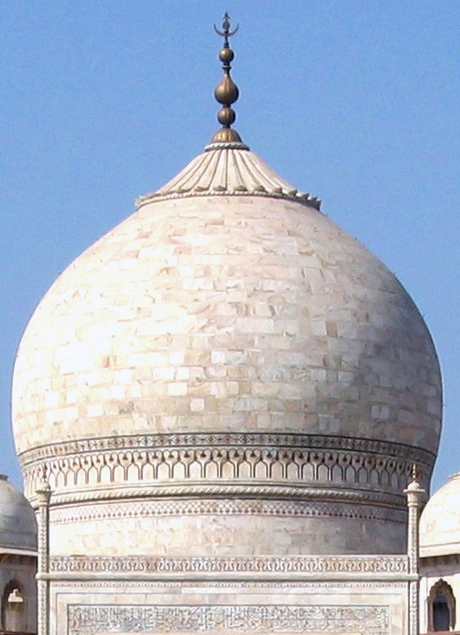
Cúpula del Taj Mahal (1631-1654).

- Datos: Q244621
- Multimedia: Onion domes / Q244621